# Gary Kurtz

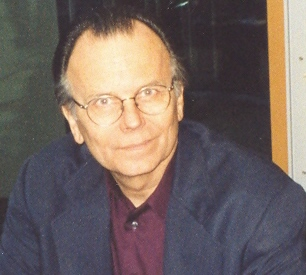
Gary Kurtz (2002)

Gary Kurtz (* 27. Juli 1940 in Los Angeles, Kalifornien; † 23. September 2018 in London, England) war ein US-amerikanischer Filmproduzent, der als Produzent der ersten beiden Star-Wars-Filme Krieg der Sterne und Das Imperium schlägt zurück bekannt wurde.
In Zusammenarbeit mit George Lucas hat er drei Filme als Produzent verantwortet: American Graffiti (1973), Krieg der Sterne (1977) und Das Imperium schlägt zurück (1980). Da sich George Lucas und Gary Kurtz nach dem zweiten Star-Wars-Film überworfen hatten, trennten sich fortan ihre Wege. Danach war Gary Kurtz weiterhin mit den folgenden Filmen erfolgreich: Der dunkle Kristall (1982), Slipstream (1989) und Ein ehrenwerter Diebstahl (1994).
Im Jahr 2005 produzierte Kurtz den Kurzfilm 5-25-77. Der Titel des Films steht für das Erscheinungsdatum des ersten Star-Wars-Films in den USA im Jahr 1977. Die Geschichte des Films dreht sich um die Ereignisse dieses Zeitraums, wobei es sich nicht um einen dokumentarischen Film handelt. Nach über zehn Jahren Produktionszeit wurde der Film schließlich im Jahr 2017 veröffentlicht.
Kurtz starb im September 2018 infolge eines Krebsleidens.